# Ланге, Хальвард
Хальвард Мантей Ланге (норв. Halvard Lange; 16 сентября 1902, Христиания — 19 мая 1970, Осло, Норвегия) — норвежский политический и государственный деятель, Министр иностранных дел Норвегии (1946—1963 И 1963—1965), историк.

## Биография
Родился в семье политика, Лауреата Нобелевской премии мира за 1921 год Кристиана Ланге, в связи с работой отца большую часть детства провел за границей, в Брюсселе и Женеве, во время командировок отца сопровождал его в качестве личного секретаря.
До 1929 года изучал филологию в Университете Христиании, стажировался в Женеве и Лондоне. Под влиянием британской Независимой рабочей партии вступил в Норвежскую социал-демократическую лигу Норвегии, а в 1927 году в Норвежскую рабочую партию, с 1933 года заседал от партии в центральном правительстве в течение 36 лет. С 1931 по 1936 год был депутатом городского совета Осло.
Несколько лет преподавал в университете Осло.
В 1942 году Х. Ланге был арестован немецкими оккупантами Норвегии и находился в заключении в разных концлагерях до конца Второй мировой войны . Решительный сторонник вступления Норвегии в НАТО, был среди подписантов соглашения о присоединении к блоку в 1949 году от имени Норвегии. Когда в 1957 году Советский Союз выступил с предложением о получении гарантии того, что ядерное оружие никогда не будет размещено на норвежской земле, Ланге отказался давать такое обещание.
Был депутатом Стортинга. В 1966—1967 годах — Представитель Норвегии в Парламентской ассамблее Совета Европы.
В 1946—1963 И 1963—1965 годах занимал пост министра иностранных дел Норвегии.
Похоронен на Западном кладбище в Осло.